# Port Viguerie
Pour les articles homonymes, voir Viguerie (homonymie).

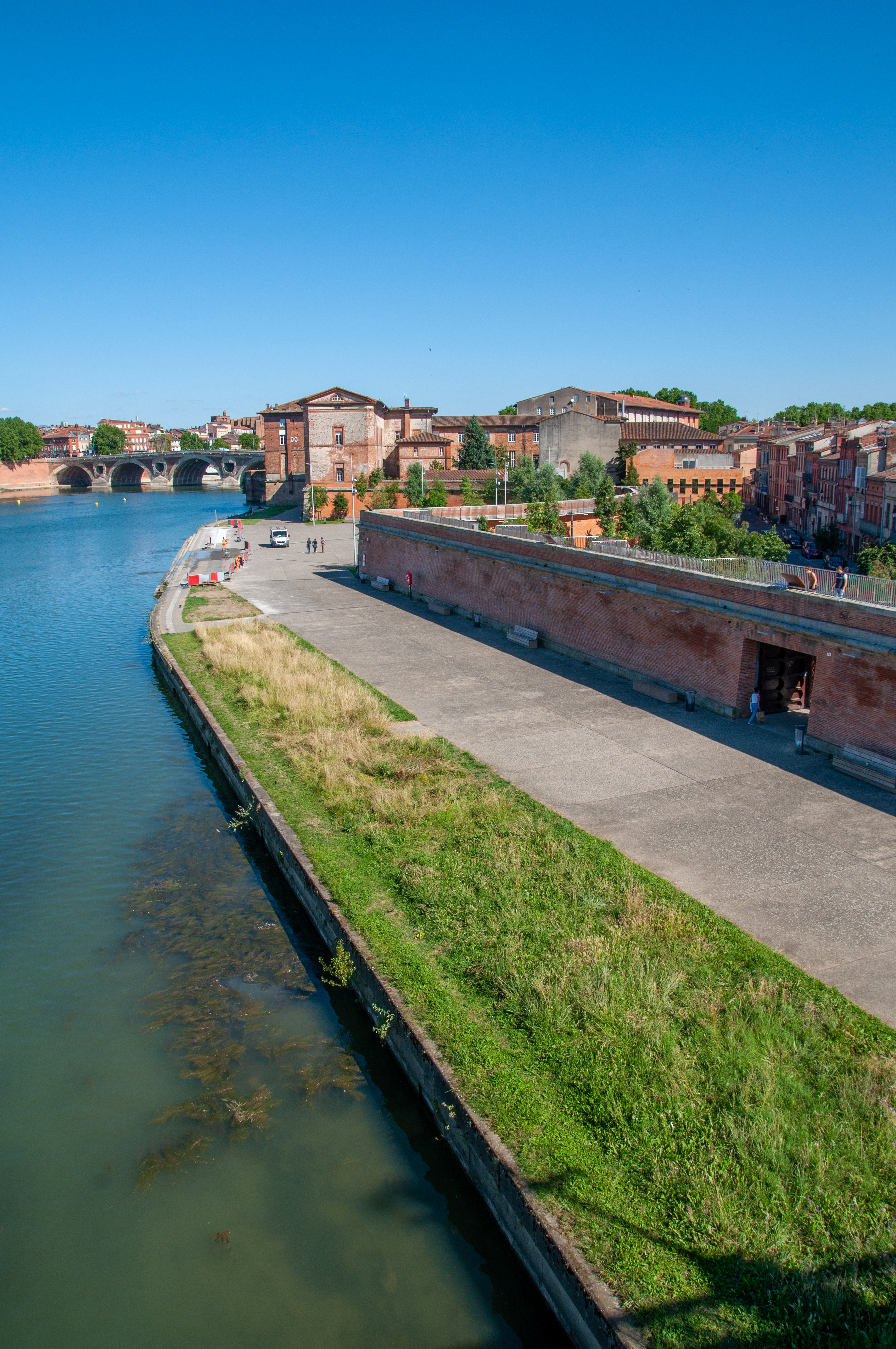
Le port Viguerie et le quai de l'Exil-Républicain-Espagnol vus du pont Saint-Pierre.

Le port Viguerie est un port fluvial sur la rive gauche de la Garonne à Toulouse qui desservait le quartier Saint-Cyprien. 
Courant 2008, le port a été restauré et une passerelle a été créée reliant le port au jardin Raymond VI en passant devant les murs de l'Hôpital de la Grave. En été 2017, un quai et un belvédère ont été aménagés. Cette opération permet de faire de ce lieu un trait d’union entre les ports historiques de la rive droite de la Garonne et le patrimoine architectural du quartier Saint-Cyprien, entre l’Hôtel-Dieu et La Grave.

## Le port de  la Viguerie dans l'art
Jusqu'au début du XXe siècle, la Garonne, à la hauteur de la Daurade, servait de sablière et a inspiré les peintres locaux.

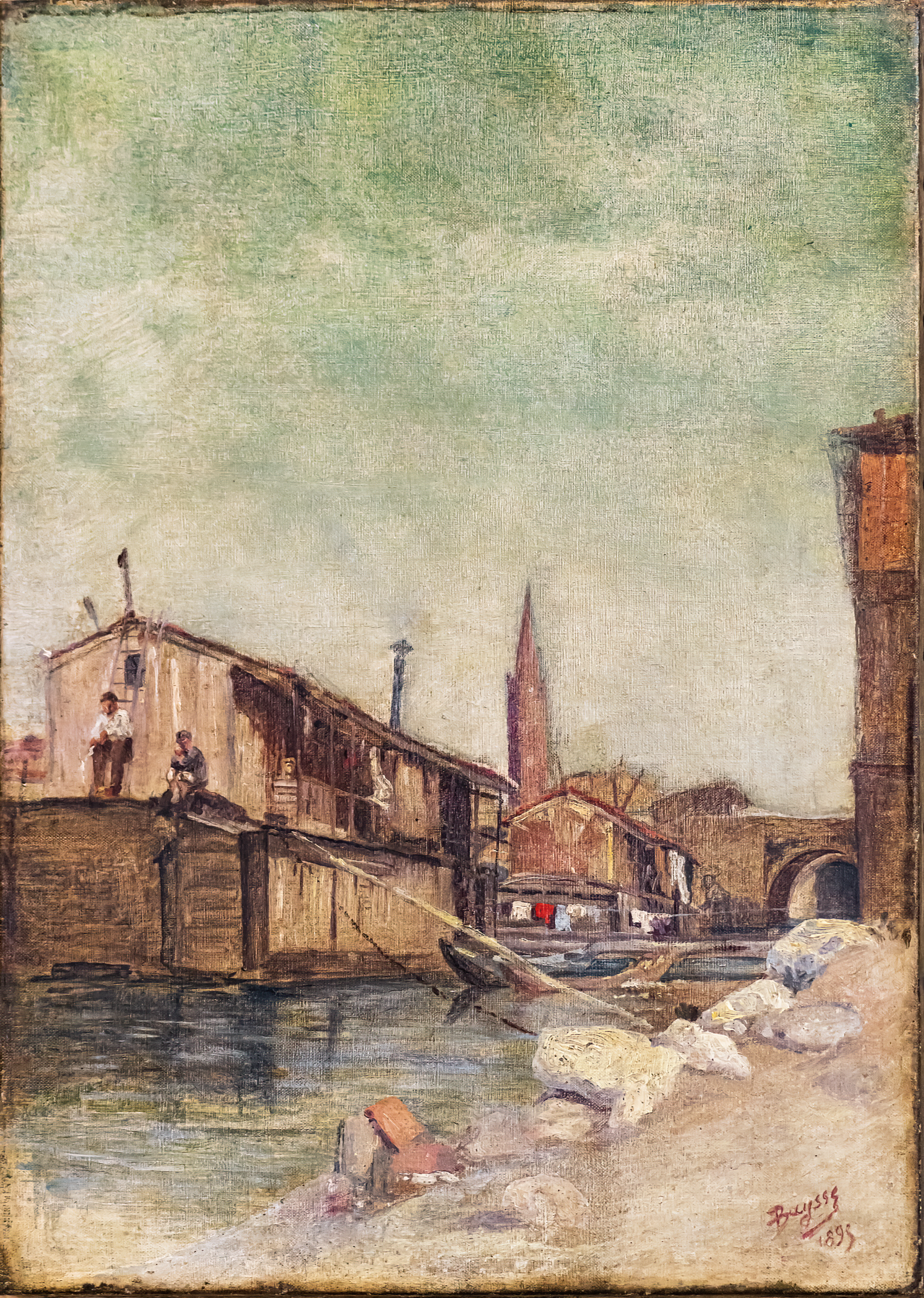
Le port Viguerie (1895) Baysse Musée du Vieux Toulouse
Autour des pêcheurs de sable, Henri Rachou
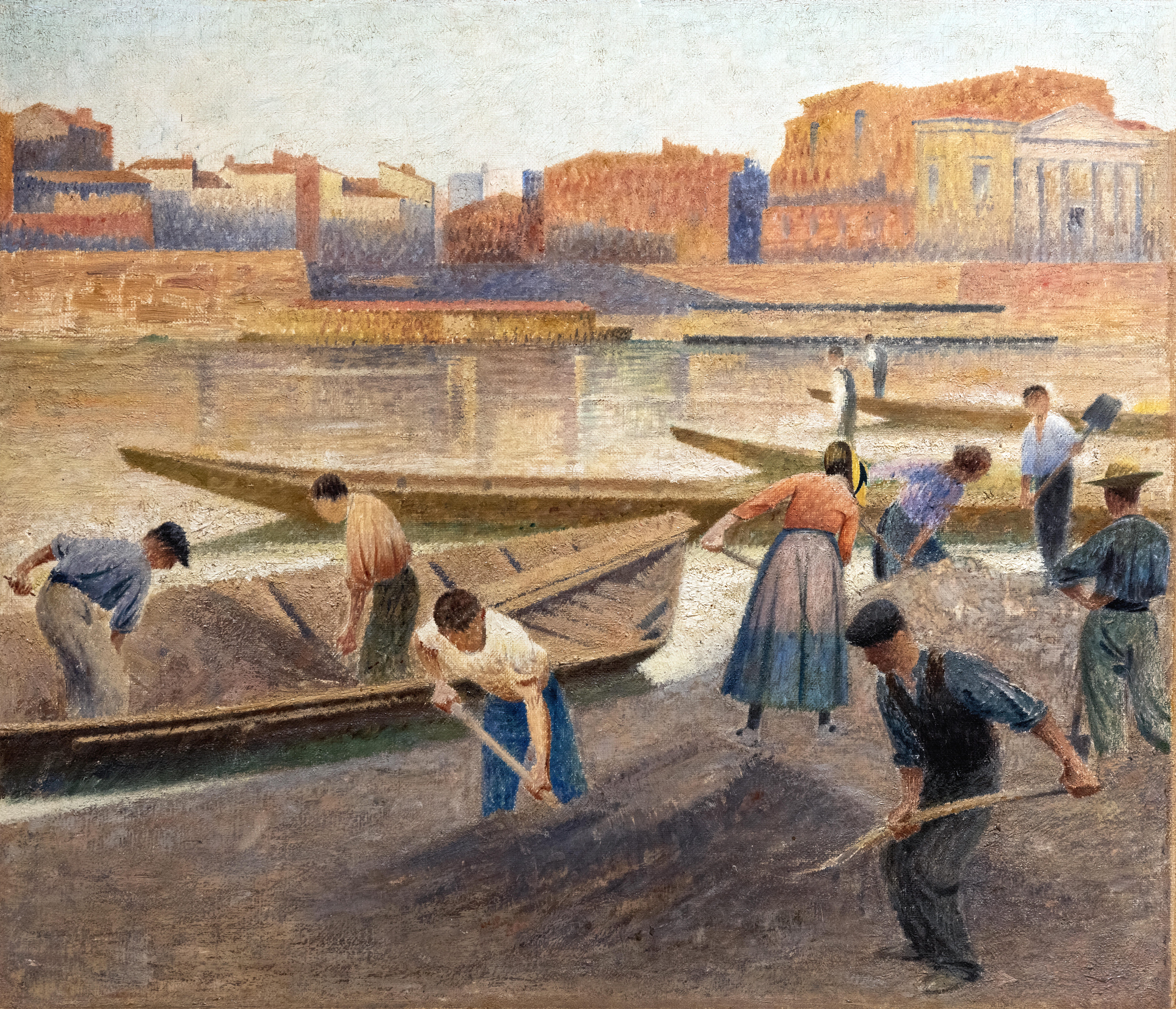
Déchargement du sable, Henri Rachou
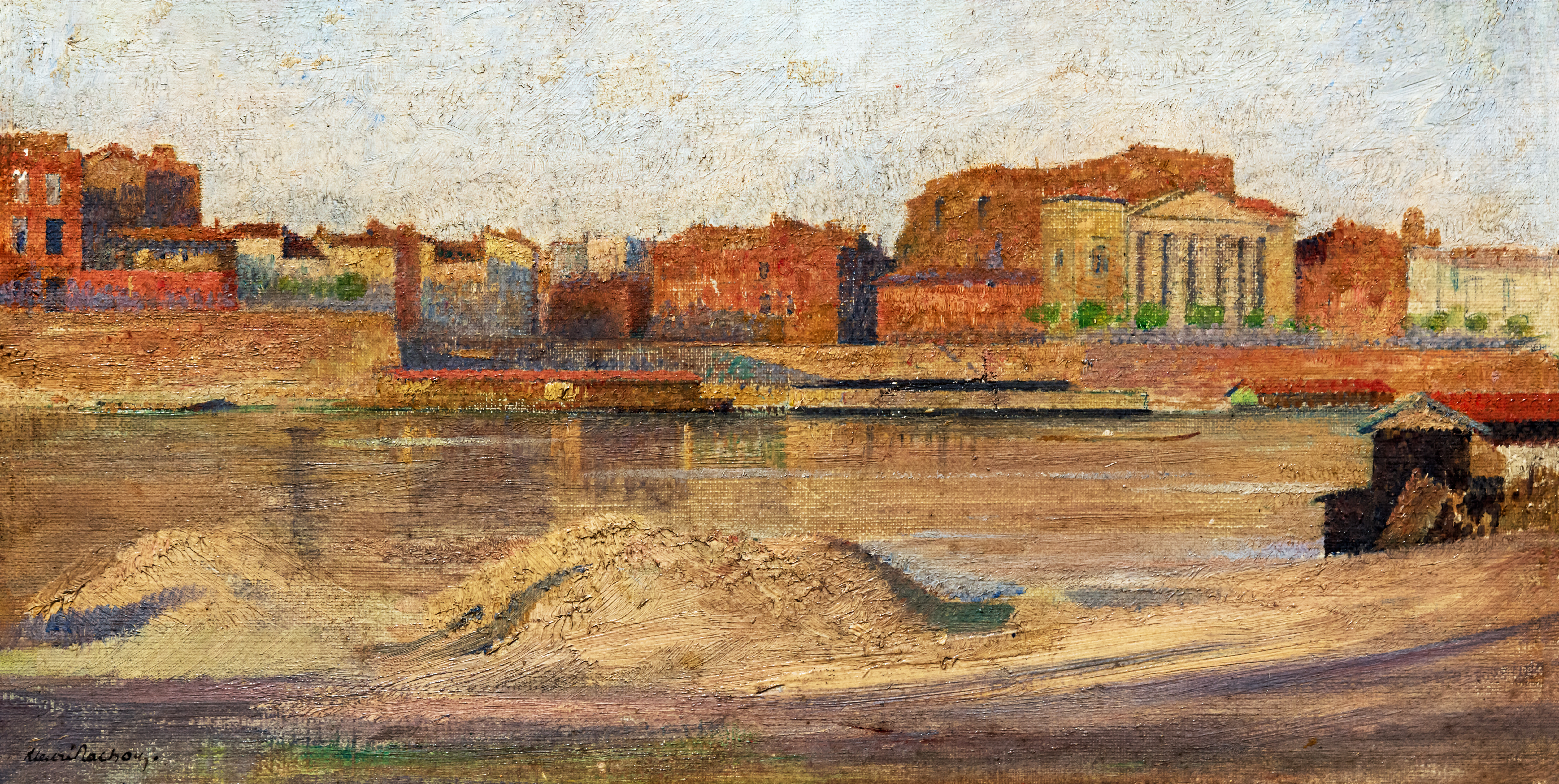
Etude des bords de Garonne depuis le port Viguerie Henri Rachou